# Voždovac
Voždovac (serbisch-kyrillisch Вождовац) ist ein Stadtbezirk der serbischen Hauptstadt Belgrad und zählt um die 158.000 Einwohner. Der Name des Bezirks ist abgeleitet vom serbischen Ehrentitel Vožd, was Führer, Anführer bzw. Heerführer bedeutet, ähnlich wie Vojvode.

## Städtepartnerschaft
Voždovac unterhält eine Städtepartnerschaft mit:
- Lixouri, Kefalonia, Griechenland, seit 1996

## Weblinks

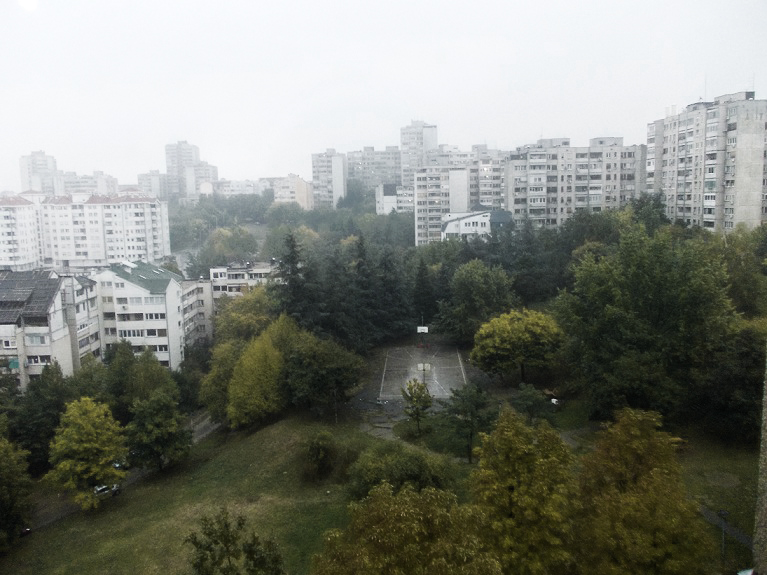
Voždovac